# 1992年バルセロナオリンピックのスリナム選手団
1992年バルセロナオリンピックのスリナム選手団（1992ねんバルセロナオリンピックのスリナムせんしゅだん）は、1992年7月25日から8月9日にかけてスペインのカタルーニャ州バルセロナで開催された1992年バルセロナオリンピックのスリナム選手団、およびその競技結果。

## 概要
今大会は銅メダル1個、合計1個のメダルを獲得した。

## メダル
| メダル | 選手名               | 競技 | 種目               |
| ------ | -------------------- | ---- | ------------------ |
| 銅     | アンソニー・ネスティ | 競泳 | 男子100mバタフライ |